# Portrait du docteur Gachet avec branche de digitale
Le Portrait du docteur Gachet avec branche de digitale est l'une des peintures les plus chères de l'artiste-peintre néerlandais Vincent van Gogh, puisqu'elle a été vendue au prix record de 82,5 millions de dollars (75 millions de dollars, plus 10 pour cent de commission) en 1990. Elle représente le docteur Paul Gachet.

## Description
Il existe deux versions authentiques de ce portrait, toutes les deux exécutées en juin 1890 pendant les derniers mois de la vie de Van Gogh. Bien que les deux tableaux soient très proches quant à leur forme et leur sujet, ils peuvent facilement être différenciés, notamment par le choix des couleurs.
Les deux tableaux, peints à Auvers-sur-Oise près de Paris, représentent le docteur Gachet assis à une table avec la tête penchée et appuyée sur son bras droit. Gachet est le médecin qui a pris soin de Van Gogh pendant ses derniers mois de vie. On note également la présence d'une digitale pourpre, à partir de laquelle est fabriquée la digitaline utilisée pour le traitement de certaines douleurs au cœur. La digitale constitue donc un attribut de Gachet en tant que médecin. C'est à la fois un poison et un calmant.
En revanche, les styles picturaux adoptés par Van Gogh pour réaliser ces tableaux sont assez différents. Tout d'abord, les couleurs utilisées ne sont pas tout à fait les mêmes. Mais c'est surtout le « coup de pinceau » qui est très différent ainsi que la précision des traits qui est plus évidente dans la première version. Le contenu diffère par quelques détails. Ainsi, dans la première version, deux livres sont posés sur la table. Dans la deuxième version, ces deux livres ont disparu et le Docteur Gachet tient en partie la plante entre le pouce et l'index de sa main gauche. L'expression du visage diffère également.
Aussi différentes qu'elles soient, les deux versions s'inspirent manifestement du Portrait d'Eugène Bénon peint par Puvis de Chavannes en 1882.[réf. nécessaire] Fervent admirateur de  cet artiste, Van Gogh écrit tout le bien qu'il en pense dans une lettre à Emile Bernard de 1888, (Correspondance, édit.1960, III, p. 158) et dans deux autres  à son frère Théo. Dans la seconde, daté de décembre 1889,  il écrit: « Un idéal de figure est pour moi toujours resté le portrait de Puvis de Chavannes, un vieillard lisant un roman jaune.... » (Idem, p. 417).

## Historique
Vincent van Gogh s'installe à Auvers-sur-Oise le 20 mai 1890. il commence à y peindre dès le 22 mai. Le 3 juin, il commence le portrait du Docteur Gachet dans la maison de celui-ci et en réalise la première version. La deuxième version est faite sur la base de la première, hors de la présence du modèle, entre le 4 et le 7 juin.
Vincent van Gogh  tente  finalement de se suicider le 27 juillet 1890 et meurt de ses blessures 2 jours plus tard.

## Détenteurs des tableaux
La version originale de cette peinture (la première version) est vendue par la sœur de Van Gogh pour 300 francs en 1897. Plus tard, elle est vendue respectivement à Paul Cassirer (1904), à Kessler (1904) et à Eugène Druet (1910). En 1911, la peinture est achetée par la Städelsches Kunstinstitut und Städtische Galerie à Francfort en Allemagne où elle reste accrochée jusqu'en 1933, date à laquelle elle est mise dans une salle cachée. En 1937, elle est confisquée par le ministère de la Propagande du Reich qui considère que cette œuvre appartient à une forme d'art dégénéré. Elle entre alors en possession d'Hermann Göring qui la vend rapidement au collectionneur Franz Koenigs (en). Celui-ci l'aurait vendue à son tour à un autre collectionneur, Siegfried Kramarsky. Ce dernier l'a emportée avec lui lorsqu'il s'est sauvé à New York où elle est exposée au Metropolitan Museum of Art. Finalement, la famille de Kramarsky la met aux enchères en 1990 et elle est achetée le 15 mai 1990 par l'homme d'affaires japonais Ryoei Saito pour 82,5 millions de dollars, en faisant une des peintures les plus chères au monde. Lorsque Saito décède en 1996, l'endroit où se trouvent le tableau et son propriétaire reste assez mystérieux. Toutefois, début 2007, il est apparu que la peinture aurait été vendue à un fonds d'investissement qui l'aurait cédée à un collectionneur inconnu. Il se peut aussi que le tableau soit dans les mains d´une banque japonaise, créancière de Monsieur Saito,.
La deuxième version du portrait est visiblement restée initialement la propriété du modèle, le Docteur. Elle figure jusqu'en 1949 dans la collection de ses enfants, Paul et Marguerite Gachet. Elle fait partie d'un don effectué à l'État français en 1949, et est exposée au Musée du Jeu de Paume en 1952,. Puis elle est accrochée au Musée d'Orsay depuis 1986, année de l'ouverture de ce Musée.